# Kdo přežije: Amazonie
Kdo přežije: Amazonie (v anglickém originále Survivor: The Amazon) je šestá řada americké reality show Kdo přežije. Natáčela se na podzim roku 2002 a premiérově byla vysílána na CBS od 13. února 2003 do 11. května 2003. Na českých obrazovkách byla poprvé uvedena na stanici Prima.

## Poloha a doba natáčení
Série se odehrává v Brazílii, konkrétně kolem řeky Río Negro. Natáčela se od 7. listopadu 2002 do 15. prosince 2002.

## Soutěžící
Opět bylo vysazeno 16 trosečníků, byli rozděleni do dvou kmenů podle jejich pohlaví: ženský Jaburu (jméno nativního čápa) a mužský Tambaqui (jméno nativní ryby) a začali jedno z největších dobrodružství svého života. Později byli zbylí hráči sloučeni do kmene Jacaré (portugalský název pro aligátora). Vyhrát ale nemohou všichni. Čtrnáct z nich bude vyloučeno, posledních 7 vyloučených vytvoří porotu, 2 poslední před ní předstoupí, ale jen jeden vyhraje šek na milion dolarů a titul Poslední přeživší.

### Další účast soutěžících
Po odvysílání Kdo přežije: Amazonie se Jenna Morasca a Rob Cesternino zúčastnili řady Kdo přežije: Návrat hvězd.